# Jaimee Fourlis
Jaimee Fourlis (Melbourne, 17 settembre 1999) è una tennista australiana.

## Carriera
Ha raggiunto la finale nel doppio misto all'Australian Open 2022 assieme al connazionale Jason Kubler. Nell'ultimo atto, hanno ceduto alle teste di serie n°5 Kristina Mladenovic/Ivan Dodig, per 3-6 4-6.

## Statistiche WTA

### Doppio misto

#### Sconfitte (1)
| Tornei del Grande Slam  |
| ----------------------- |
| Australian Open (1)     |
| Open di Francia (0)     |
| Torneo di Wimbledon (0) |
| US Open (0)             |
| Argenti Olimpici (0)    |

| N. | Data            | Torneo                     | Superficie | Compagno     | Avversari in finale            | Punteggio |
| 1. | 27 gennaio 2022 | Australian Open, Melbourne | Cemento    | Jason Kubler | Kristina Mladenovic Ivan Dodig | 3-6, 4-6  |

## Circuito WTA 125

### Doppio

#### Vittorie (1)
| N. | Data           | Torneo                           | Superficie | Compagna   | Avversarie in finale              | Punteggio        |
| 1. | 3 gennaio 2025 | Canberra International, Canberra | Cemento    | Petra Hule | Darja Semeņistaja Nina Stojanović | 7-5, 4-6, [10-6] |

## Statistiche ITF

### Singolare

#### Vittorie (9)
| Torneo $100.000 (0) |
| Torneo $80.000 (0)  |
| Torneo $75.000 (0)  |
| Torneo $60.000 (1)  |
| Torneo $50.000 (0)  |
| Torneo $40.000 (0)  |
| Torneo $25.000 (8)  |
| Torneo $15.000 (0)  |

| N. | Data             | Torneo                                                   | Superficie  | Avversaria in finale | Punteggio        |
| 1. | 14 febbraio 2016 | Perth Tennis International, Perth                        | Cemento     | Jang Su-jeong        | 6-4, 2-6, 7-6(1) |
| 2. | 1º aprile 2018   | ACT Clay Court International, Canberra                   | Terra rossa | Ellen Perez          | 6-3, 6-2         |
| 3. | 29 aprile 2018   | Forte Village International Tournament, Pula             | Terra rossa | Anastasia Grymalska  | 6-4, 4-6, 6-0    |
| 4. | 22 agosto 2021   | Women's ITF World Tennis Tour Cidade de Ourense, Ourense | Cemento     | Fanny Stollár        | 7-6(3), 6-3      |
| 5. | 13 marzo 2022    | Bendigo Pro Tour, Bendigo                                | Cemento     | Olivia Gadecki       | 6-3, rit.        |
| 6. | 5 giugno 2022    | Brașov Open, Brașov                                      | Terra rossa | İpek Öz              | 7-6(0), 6-2      |
| 7. | 12 giugno 2022   | ITF Femenino Villa de Madrid Trofeo Volvo, Madrid        | Cemento     | Guiomar Maristany    | 6-4, 6-2         |
| 8. | 12 febbraio 2023 | Caterpillar Burnie International, Burnie                 | Cemento     | Olivia Gadecki       | 6-4, 6-3         |
| 9. | 7 luglio 2024    | Amstelveen Women's Open, Amstelveen                      | Terra rossa | Berfu Cengiz         | 7-6(2), 2-6, 6-1 |

#### Sconfitte (2)
| Torneo $100.000 (1) |
| Torneo $80.000 (0)  |
| Torneo $75.000 (0)  |
| Torneo $60.000 (0)  |
| Torneo $50.000 (0)  |
| Torneo $40.000 (0)  |
| Torneo $25.000 (1)  |
| Torneo $15.000 (0)  |

| N. | Data           | Torneo                           | Superficie  | Avversaria in finale | Punteggio |
| 1. | 31 luglio 2022 | BMW AHG Cup, Horb am Neckar      | Terra rossa | Ekaterina Makarova   | 1-6, 0-6  |
| 2. | 7 maggio 2023  | Wiesbaden Tennis Open, Wiesbaden | Terra rossa | Elina Avanesjan      | 2-6, 0-6  |

### Doppio

#### Vittorie (10)
| Torneo $100.000 (1) |
| Torneo $80.000 (0)  |
| Torneo $75.000 (0)  |
| Torneo $60.000 (3)  |
| Torneo $50.000 (0)  |
| Torneo $40.000 (0)  |
| Torneo $25.000 (6)  |
| Torneo $15.000 (0)  |

| N.  | Data            | Torneo                                      | Superficie  | Compagna           | Avversarie in finale                  | Punteggio        |
| 1.  | 30 marzo 2019   | ACT Clay Court International, Canberra      | Terra rossa | Alison Bai         | Naiktha Bains Tereza Mihalíková       | 6-2, 6-2         |
| 2.  | 11 gennaio 2020 | APIS Canberra International, Bendigo        | Cemento     | Alison Bai         | Anna Bondár Pemra Özgen               | 5-7, 6-4, [10-8] |
| 3.  | 8 febbraio 2020 | Launceston Tennis International, Launceston | Cemento     | Alison Bai         | Alicia Smith Abigail Tere-Apisah      | 7–6(4), 6–3      |
| 4.  | 6 marzo 2022    | Bendigo Pro Tour, Bendigo                   | Cemento     | Ellen Perez        | Gabriella Da Silva-Fick Alana Parnaby | 6-1, 6-1         |
| 5.  | 8 ottobre 2022  | Sibenik Open, Sebenico                      | Terra rossa | Weronika Falkowska | Eleni Christofi Christina Rosca       | 6-4, 6-2         |
| 6.  | 7 maggio 2023   | Wiesbaden Tennis Open, Wiesbaden            | Terra rossa | Olivia Gadecki     | Emily Appleton Julia Lohoff           | 6-1, 6-4         |
| 7.  | 11 maggio 2024  | Advantage Cars Prague Open, Praga           | Terra rossa | Dominika Šalková   | Noma Noha Akugue Ella Seidel          | 5-7, 7-5, [10-4] |
| 8.  | 13 luglio 2024  | BICT Groep ITF The Hague, L'Aia             | Terra rossa | Petra Hule         | Annelin Bakker Sarah van Emst         | 6-4, 6-2         |
| 9.  | 20 luglio 2024  | Tennis International Darmstadt, Darmstadt   | Terra rossa | Petra Hule         | Karolína Kubáňová Sapfo Sakellaridi   | 7-6(6), 6-4      |
| 10. | 12 ottobre 2024 | Edmond Open, Edmond                         | Cemento     | Kayla Day          | Sophie Chang Rasheeda McAdoo          | 7-5, 7-5         |

#### Sconfitte (11)
| Torneo $100.000 (0) |
| Torneo $80.000 (1)  |
| Torneo $75.000 (0)  |
| Torneo $60.000 (3)  |
| Torneo $50.000 (0)  |
| Torneo $40.000 (0)  |
| Torneo $25.000 (7)  |
| Torneo $15.000 (0)  |

| N.  | Data              | Torneo                                                       | Superficie  | Compagna                   | Avversarie in finale                    | Punteggio           |
| 1.  | 25 maggio 2018    | Internazionali Femminili di Tennis Città di Caserta, Caserta | Terra rossa | Ellen Perez                | Chen Pei Hsuan Wu Fang-Hsien            | 6(6)-7, 3-6         |
| 2.  | 27 aprile 2019    | ITF Women's Circuit Chiasso, Chiasso                         | Terra rossa | Sharon Fichman             | Cristina Bucșa Marta Kostjuk            | 1-6, 6-3, [7-10]    |
| 3.  | 4 maggio 2019     | Wiesbaden Tennis Open, Wiesbaden                             | Terra rossa | Kathinka von Deichmann     | Anna Blinkova Yanina Wickmayer          | 3-6, 6-4, [3-10]    |
| 4.  | 27 settembre 2019 | Darwin Tennis International, Darwin                          | Cemento     | Alison Bai                 | Destanee Aiava Lizette Cabrera          | 4-6, 6-2, [3-10]    |
| 5.  | 26 ottobre 2019   | Tennis Classic of Macon, Macon                               | Cemento     | Valentini Grammatikopoulou | Usue Maitane Arconada Caroline Dolehide | 7-6(2), 2-6, [8-10] |
| 6.  | 22 febbraio 2020  | Perth Tennis International, Perth                            | Cemento     | Erin Routliffe             | Kanako Morisaki Erika Sema              | 5-7, 4-6            |
| 7.  | 1º agosto 2021    | Reinert Open, Versmold                                       | Terra rossa | Mirjam Björklund           | Anna Danilina Valerija Strachova        | 6-4, 5-7, [4-10]    |
| 8.  | 12 febbraio 2022  | Canberra Pro Tour, Canberra                                  | Cemento     | Alison Bai                 | Asia Muhammad Arina Rodionova           | 3-6, 6-3, [6-10]    |
| 9.  | 19 febbraio 2022  | Canberra Pro Tour, Canberra                                  | Cemento     | Alison Bai                 | Asia Muhammad Arina Rodionova           | 6(2)-7, 6(5)-7      |
| 10. | 30 luglio 2022    | BMW AHG Cup, Horb am Neckar                                  | Terra rossa | Alana Parnaby              | Ekaterina Makarova Ekaterina Rejngol'd  | 6-2, 4-6, [8-10]    |
| 11. | 15 giugno 2024    | Rokitki Park Open, Danzica                                   | Terra rossa | Petra Hule                 | Karolína Kubáňová Renata Voráčová       | 6-3, 6(5)-7, [7-10] |